# Dieter Dornig
Dieter Dornig (* 8. Oktober 1951 in Oberherwigsdorf bei Zittau) ist ein deutscher Sänger. 

## Leben
Dieter Dornig entdeckte seine Liebe zur Musik im Elternhaus. Er erlernte auf Geheiß des Vaters das Klavierspiel. Während der Studienzeit zum Lehrer in Bautzen absolvierte er extern eine Ausbildung im Fach Operngesang. Erste öffentliche Auftritte folgten mit Musicalmelodien und Opernarien – damit wurde er vom Rundfunk in einer Livesendung entdeckt.
Seinen ersten Erfolg als Sänger feierte er 1969 bei der Talenteshow Herzklopfen kostenlos von Heinz Quermann. Der Gewinn war ein Duett mit Dagmar Frederic in der TV-Livesendung Lieder, aus dem fahrenden Zug zu singen im Berliner Friedrichstadt-Palast. 
Bald hatte er sein erstes Engagement in der TV-Sendereihe Klock 8, achtern Strom. Durch den Erfolg seines Liedes Mutter, ich hab dir solang nicht geschrieben wurde er Stammgast von Klock 8, achtern Strom.
In der TV-Reihe Polizeiruf 110: Walzerbahn von 1979 war sein Titel Mutter, ich hab dir solang nicht geschrieben Bestandteil des Films.
Die Plattenfirma Amiga veröffentlichte 1987 das Album Mutter, ich hab dir solang nicht geschrieben. Dieses Album veröffentlichte Sony Music Entertainment 2014 in einer digital überarbeiteten Fassung erneut.
Von Dieter Thomas Heck erhielt er eine Einladung in die ZDF-Show Die Pyramide und stellte dort seinen Titel Niemand weiß, wohin der Wind uns weht vor.
Seit November 2014 moderiert Dieter Dornig die Sendung „Wellen, Wind und mehr... eine musikalische Reise mit Dieter Dornig“ beim Internet-Radiosender memoryRadio.
Seit August 2020 moderiert Dieter Dornig auf Radio GOLDSTAR eine wöchentliche Samstagabend-Show, seit September 2020 zusätzlich die Kochshow „Ran an den Kochlöffel“.

## Diskografie

### Alben
- 1987: Mutter, ich hab dir solang nicht geschrieben (Amiga)
- 2009: Für dich
- 2013: Ich lieb dich immer noch
- 2015: Gestern und heut (WESPO)
- 2020: So bin ich

### Singles
- 2009: Sonnenland
- 2009: Ich male ein Bild von dir
- 2010: Oskar, ihr Kater heißt Oskar
- 2010: Wie eine Rose aus dem Meer
- 2011: 1000 Sterne
- 2011: Spur der Liebe
- 2011: Gleich links hinterm Mond
- 2012: Casablanca
- 2012: Wie eine Königin in der Nacht
- 2012: Deutschland Goodbye (Duett mit Robert Wahler)
- 2013: Sie liebt ihn noch
- 2013: Ich lieb dich immer noch
- 2013: Santa Monica
- 2014: Du und ich
- 2014: Von Anfang an
- 2015: Mein Herz geht mit dir auf die Reise (WESPO)
- 2015: Dein Tattoo auf meiner Seele (WESPO)
- 2016: Der schönste Traum der Welt (WESPO)
- 2016: Der Weihnachtsmann auf dem Mountainbike (Dos Santos Entertainment)
- 2017: Tanzen durch die Nacht
- 2017: Sarah Jane
- 2017: Hey Mensch
- 2017: Was macht der Weihnachtsmann in Afrika
- 2018: Ein total verrücktes Jahr
- 2018: Sie ist kein Engel
- 2018: Oh My Darling Caroline
- 2018: Guten Abend, gut Nacht
- 2019: Plätzchen nach Omas Geheimrezept
- 2019: Ist damals schon so lange her
- 2020: Keine Zeit zum Sterben
- 2020: Schön ist das Leben
- 2020: Im Land der Sterne
- 2021: Trink keinen Wein